# Wilhelmina Hay Abbott

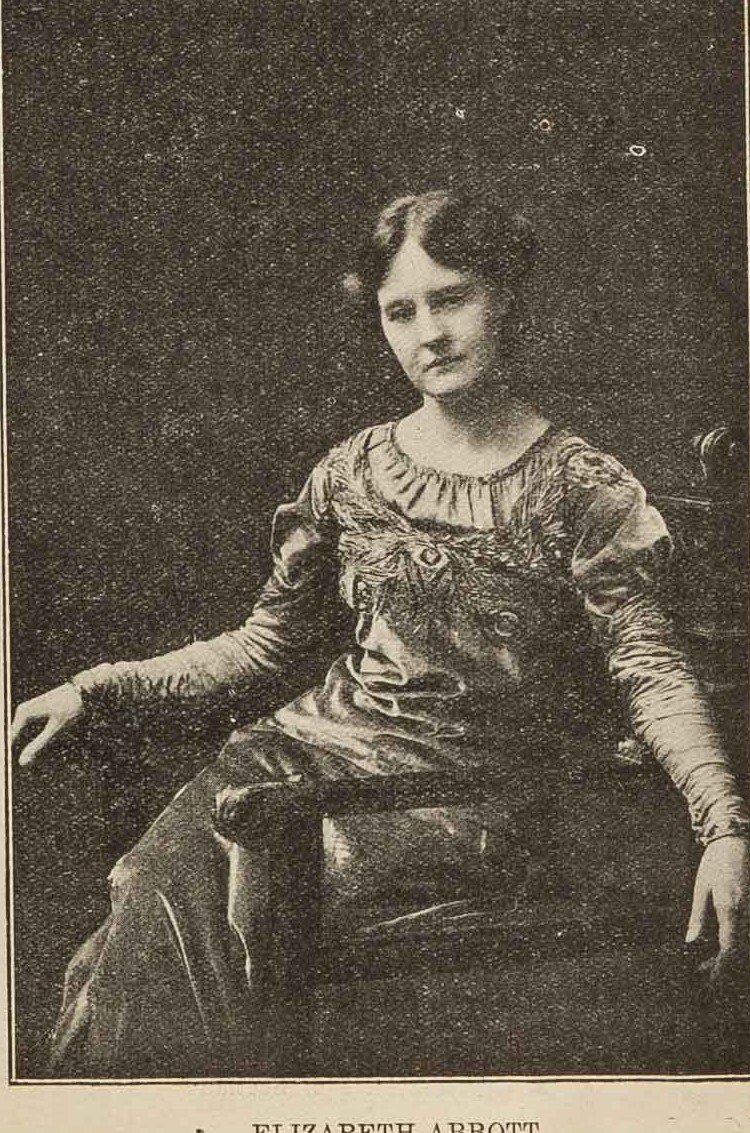
Elizabeth Abbott, 1920

Wilhelmina (Elizabeth) Hay Abbott, geborene Lamond (* 22. Mai 1884 in Dundee; † 17. Oktober 1957 in Thaxted, Essex), war eine schottisch-britische Autorin, Frauenrechtlerin, Suffragette und Feministin.

## Leben
Abbott wurde als Tochter von Margaret McIntyre Morrison und Andrew Lamond, einem Jutefabrikant und Kommissionär, geboren. Sie hatte eine ältere Schwester, Isabel Taylor Lamond. Die Familie zog nach Tottenham, als ihr Vater eine Stelle als Geschäftsführer von Henry A. Lane & Co. erhielt. Sie wurde an der City of London School for Girls und in Brüssel unterrichtet. Von 1903 bis 1906 absolvierte sie in London eine Ausbildung als Sekretärin und Buchhalterin, besuchte dann aber im Sommer 1907 das University College London, wo sie ein breiteres Studium der Ethik, modernen Philosophie und Wirtschaftswissenschaften absolvierte. Als junge Frau begann sie, den Vornamen „Elizabeth“ zu verwenden.
Im Jahr 1909 begann Abbott mit der Organisation des Edinburgh-Zweigs der National Society for Women’s Suffrage. In dieser Funktion führte sie zusammen mit Mary McNeill Kampagnen auf den Orkney-Inseln durch. Im darauf folgenden Jahr wurde sie zusammen mit Elsie Inglis Mitglied des Exekutivausschusses der Scottish Federation of Women’s Suffrage Societies. McNeill und Inglis wurden Ärzte in den Scottish Women’s Hospitals for Foreign Service.
Im Jahr 1911 heiratete sie den Reiseschriftsteller und späteren Kriegsberichterstatter George Frederick Abbott. Sie hatten einen Sohn, Jasper A. R. Abbott, der im selben Jahr geboren wurde.
Während des Ersten Weltkriegs unternahm Abbott zwei Jahre lang ausgedehnte Vortragsreisen nach Indien, Australien und Neuseeland, um Geld für die Scottish Women's Hospitals zu sammeln. Über ihre Reisen erklärte sie: „Ich habe grenzenlose Gastfreundschaft erfahren.“ Nach dem Krieg war sie Vorstandsmitglied der International Woman Suffrage Alliance und gab deren Rundbrief Jus Suffragii heraus.
Da ihr vor allem die wirtschaftlichen Möglichkeiten für Frauen am Herzen lagen, gründete sie 1926 zusammen mit Chrystal Macmillan, Margaret Mackworth, Emmeline Pethick-Lawrence und anderen den Open Door Council (später Open Door International). Abbott führte dort 1929 den Vorsitz. Sie war auch zehn Jahre lang Vorsitzende der Association for Moral and Social Hygiene und war noch viel länger in dieser Organisation aktiv. In ihren späteren Jahren setzte sie ihre Arbeit zur wirtschaftlichen Sicherheit von Frauen fort und war Mitverfasserin des Buches The Woman Citizen and Social Security (1943), in dem sie auch auf die Ungleichheiten zwischen den Geschlechtern einging, die der 1942 erstellte Beveridge Report dokumentiert hatte.
Abbott starb 1957 im Alter von 73 Jahren.